# Filip Rinaldi
Filip Rinaldi, włos. Filippo Rinaldi (ur. 1856 w Lu we Włoszech, zm. 5 grudnia 1931) – ksiądz salezjanin, trzeci generał zakonu salezjanów, uznany za "czwartego księdza Bosko" Rodziny Salezjańskiej, błogosławiony Kościoła katolickiego.

## Życiorys
Filip Rinaldi urodził się jako ósme dziecko zamożnych wieśniaków. Jego rodzice byli przyjaciółmi św. ks. Bosko, który namówił Filipa aby wstąpił do jego seminarium.
Wstąpienie do seminarium w Mirabello było jedyną szansą dla chłopca na naukę, dlatego dziesięcioletni Filip podążył za księdzem. Gdy Bosko wyjechał do Turynu, Filip wrócił do domu. 
W wieku 20 lat, po powrocie księdza, dał się przekonać, że ma powołanie i znów zabrał się do nauki. Po dwóch latach, we wrześniu 1879 roku, rozpoczął w San Beningo nowicjat, a 20 października 1879 otrzymał z rąk Bosko sutannę, aby objąć urząd asystenta w Zgromadzeniu. Mając 24 lata złożył śluby zakonne zostając salezjaninem. W 26. roku życia, 23 grudnia 1882 r., otrzymał święcenia kapłańskie w Ivrea z rąk ks. bp. Dawida Riccardi.
Kiedy ks. Jan Bosko zapytał Filipa: "A teraz jesteś szczęśliwy?", ten  odpowiedział: "Jeżeli będę przy księdzu Bosko, tak, jeżeli nie, nie będę wiedział, co dalej robić". Znamienne, że Filip całą drogę życia zakonnego i dążenia do kapłaństwa złożył w ręce księdza. "Wcale nie zamierzałem zostać księdzem. Salezjaninem tak, ale księdzem nie. Zdawałem egzaminy z teologii, przyjąłem święcenia tylko z posłuszeństwa". Ciekawe, że ks. Bosko nie postępował tak z żadnym innymi klerykiem. Zwykle zachęcał, radził, ale nigdy nie wpływał na ostateczną decyzję. Tutaj było inaczej. Ksiądz Bosko nakazywał.

## Działalność
W 1889 roku ks. Rinaldi został skierowany do Hiszpanii, aby tam zarządzać rozpadającą się szkołą salezjańską. Dzięki temu że 33-letniemu księdzu udało się zaprowadzić porządek w tamtejszym seminarium został mianowany przez ks. Rua inspektorem dzieł salezjańskich w Hiszpanii i Portugalii.
W ciągu 9 lat Filip Rinaldi otworzył 16 nowych domów salezjańskich.
17 lutego 1901, w wieku 58 lat, niespodziewanie umarł ks. Domenico Belmonte, dotychczasowy prefekt generalny Zgromadzenia, będący prawą ręką ks. generała Rua. Na jego miejsce został powołany Filip, który podjął pracę 1 kwietnia tegoż roku.
Gdy w 1922 ks. kardynał J. Cagliero obchodził diamentowy jubileusz kapłaństwa, ks. Rinaldi powołał do istnienia Salezjański Instytut Misyjny imienia Kardynała J. Cagliero w Ivrea.
Jest założycielem Instytutu Świeckiego Ochotniczek Księdza Bosko - VDB (Volontarie di Don Bosco), twórcą czasopisma misyjnego Gioventú Missionaria - Młodzież Misyjna, kół misyjnych, wystawy misyjnej w Turynie i w Rzymie.
Za jego kadencji salezjanie otrzymali tereny misyjne: 
- Porto Velho w Brazylii - 1926,
- Madras i Krishnagar w Indiach - 1926,
- Miyjazaki w Japonii - 1928
- Ratburi w Tajlandii - 1930.

Przez dziewięć lat swego urzędowania wysłał on na misje 1868 salezjanów i 613 sióstr salezjanek. Aby utrzymać jedność wśród współbraci, dużo podróżował, wizytując dzieła salezjańskie w Polsce, Austrii, na Węgrzech, w Niemczech, Francji i w Hiszpanii.
Zmarł w wieku 75 lat. Ciało złożono w grobowcu Zgromadzenia na cmentarzu w Turynie.

## Kult
W 1959 roku relikwie Filipa Rinaldi przeniesiono do krypty bazyliki Maryi Wspomożycielki, poniżej wielkiego ołtarza św. Jana Bosko.
Beatyfikował go papież Jan Paweł II 29 kwietnia 1990 roku.
Jego wspomnienie liturgiczne obchodzone jest 5 grudnia.
W Polsce
Jest on patronem jednej ze wspólnot salezjańskich we Wrocławiu.